# Биндерова кућа у Земуну
Биндерова кућа у Земуну налази се у градској општини Земун, у улици Др. Петра Марковића 4 у Београду. Уврштена је у споменик културе Србије.

## Историјат и архитектура
Објекат је саграђен 1911. године као једноспратница према плановима архитекте Фрање Јенча. Кућа се протеже кро две етаже и спада међу градске виле виског стамбеног стандарда обликоване у духу сецесије. На њој се налазе два наглашена бочна ризалита између којих је лођа у приземљу и велики балкон на спрату. Главни улаз у вилу налази се бочно из дворишта.
Вила је јединственог архитектонског концепта од историјско-архитектонске вредности и налази се у оквиру старог језгра Земуна. Сведочанство је развоја стамбених објеката почетком 20. века у Земуну.

## Галерија
- детаљ куће